# Otto Höchtl
Otto Höchtl (* 20. Juli 1887 in Sulzbach, Oberpfalz; † 25. Dezember 1959) war ein deutscher Verwaltungsjurist und Kommunalpolitiker.

## Werdegang
Der promovierte Jurist war ab 1919 Rechtsrat der Stadt Straubing. 1932 wurde er zum Oberbürgermeister gewählt. Nach der Machtübernahme durch die Nationalsozialisten wurde er 1933 abgesetzt, weil er politisch nicht zuverlässig genug erschien, blieb aber 2. Bürgermeister. Am 3. Juli 1948 wählten die Straubinger Bürger den parteilosen Höchtl erneut zum Oberbürgermeister, er blieb bis zu seinem Tod im Amt. Am ersten Weihnachtsfeiertag des Jahres 1959 erlag er einem Schlaganfall.

## Ehrungen
- 1957: Verdienstkreuz 1. Klasse der Bundesrepublik Deutschland
- Bayerischer Verdienstorden
- Benennung der Dr.-Otto-Höchtl-Straße in Straubing

## Werke
- Straubing. Das Archiv, Berlin 1930 (Digitalisat)